# لوکا گادرانی
لوکا گادرانی (انگلیسی: Luka Gadrani؛ زادهٔ ۱۲ مه ۱۹۹۷) بازیکن فوتبال اهل گرجستان است. وی سابقه عضویت در باشگاه فوتبال شاهین بوشهر را در کارنامه دارد.